# Ivo Sedláček (lední hokejista)
Ivo Sedláček (* 12. srpna 2003, Brno) je český hokejový útočník hrající za tým JoKP ve finské druhé nejvyšší soutěži Mestis.

## Statistiky

### Klubové statistiky
| Sezóna         | Klub                     | Soutěž         |    | Základní část | Základní část | Základní část | Základní část | Základní část |   | Play off | Play off | Play off | Play off | Play off |
| Sezóna         | Klub                     | Soutěž         | Z  | G             | A             | B             | TM            | Z             | G | A        | B        | TM       |          |          |
| 2021/22        | HC Kometa Brno           | ČHL-20         | 46 | 25            | 38            | 63            | 110           | 4             | 2 | 4        | 6        | 28       |          |          |
| 2021/22        | HC Kometa Brno           | ČHL            | 3  | 0             | 0             | 0             | 0             | 3             | 0 | 0        | 0        | 0        |          |          |
| 2022/23        | HC Kometa Brno           | ČHL-20         | 23 | 12            | 18            | 30            | 24            | —             | — | —        | —        | —        |          |          |
| 2022/23        | HC Kometa Brno           | ČHL            | 6  | 0             | 0             | 0             | 0             | —             | — | —        | —        | —        |          |          |
| 2022/23        | SK Horácká Slavia Třebíč | 1. ČHL         | 20 | 1             | 3             | 4             | 8             | 4             | 0 | 1        | 1        | 4        |          |          |
| 2023/24        | JoKP                     | Mestis         | 47 | 19            | 22            | 41            | 42            | 7             | 2 | 4        | 6        | 4        |          |          |
| ČHL celkově    | ČHL celkově              | ČHL celkově    | 9  | 0             | 0             | 0             | 0             | 3             | 0 | 0        | 0        | 0        |          |          |
| 1. ČHL celkově | 1. ČHL celkově           | 1. ČHL celkově | 20 | 1             | 3             | 4             | 8             | 4             | 0 | 1        | 1        | 4        |          |          |